# Purpurschwalbe

Verbreitungsgebiet der Purpurschwalbe
Brutgebiete
Migration
Überwinterung

Die Purpurschwalbe (Progne subis) ist eine amerikanische Singvogelart.

## Merkmale
Mit 20 cm Länge ist die Purpurschwalbe der größte Vertreter der Schwalben in Nordamerika. Während das Männchen ein metallisch glänzendes schwarz-blaues Gefieder besitzt, ist das Weibchen oberseits schwarz-blau und unterseits grau gefärbt. Die oben grau-braunen und unten weißlichen Jungvögel bekommen im ersten Winter purpurfarbene Federn. Der Schwanz der Purpurschwalbe ist gegabelt.
Sie fängt Insekten in der Luft und trinkt sogar im Flug, indem sie dicht über der Wasseroberfläche fliegt und mit dem Schnabel Wasser aufnimmt.

## Vorkommen
Die Purpurschwalbe brütet von Südkanada bis Mexiko und überwintert im Amazonasbecken. Sie lebt in verschiedenen Lebensräumen, sowohl urbanen und landwirtschaftlichen Gebieten als auch lichten Wäldern und Regenwäldern.

## Fortpflanzung
Während die Purpurschwalbe im Osten fast ausschließlich in Nistkästen brütet, nützt sie anderswo verlassene Spechthöhlen, Löcher in Kakteen und Bäume und sogar Felsklippen zum Nisten. Die Brutpaare, die lebenslang zusammenbleiben, bauen gemeinsam ein napfförmiges Nest aus Schlamm und Pflanzenmaterial. Das Weibchen brütet alleine bis sieben Eier rund zwei Wochen lang aus. Das Männchen hilft wieder bei der Aufzucht der Jungvögel. Diese werden nach vier Wochen flügge, werden aber noch weitere zwei Wochen von den Eltern mit Futter versorgt.

## Unterarten
Es werden augenblicklich drei Unterarten anerkannt:
- Progne subis subis (Linnaeus, 1758)[2] kommt im südlichen Kanada, dem östlichen Gebiet der USA und im östlichen Mexiko vor.
- Progne subis hesperia Brewster, 1889[3] kommt im Südwesten der USA und Nordwesten Mexikos vor
- Progne subis arboricola Behle, 1968[4] ist im Westen der USA und  Norden Mexikos verbreitet.

## Etymologie und Forschungsgeschichte
Die Erstbeschreibung des Purpurschwalbe erfolgte 1758 durch Carl von Linné unter dem wissenschaftlichen Namen Hirundo subis. Als Lebensraum gab er die Hudson Bay an. 1826 führte Friedrich Boie die neue Gattung Progne für die Purpurschwalbe (Synonym Hirundo Purpurea) ein. Das Wort Prokne, einer Tochter des Königs Pandion zurück, die sich in eine Schwalbe verwandelte. Hesperia leitet sich vom griechischen ἑσπεριος, ἑσπερα hesperios, hespera für westlich, abendlich, Westen, Abend ab. Arboricola ist ein lateinisches Wortgebilde aus arbor, arboris für Baum und -cola, colere für Bewohner, wohnen, hausen.